# Puchar Świata w biathlonie 2001/2002
Puchar Świata w biathlonie 2001/2002 jest 25 sezonem w historii tej dyscypliny sportu. Pierwsze zawody odbyły się 6 grudnia 2001 w austriackim Hochfilzen, zaś sezon zakończył się 24 marca 2002 w norweskim Holmenkollen. Najważniejszą imprezą sezonu były igrzyska olimpijskie w Salt Lake City.
Klasyfikację generalna pań po raz szósty w karierze wygrała Szwedka Magdalena Forsberg, która wyprzedziła o 149 punktów Norweżkę Liv Grete Poirée oraz o 205 Niemkę Uschi Disl. Szwedka triumfowała również w klasyfikacji biegu indywidualnego, sprintu, biegu pościgowego oraz biegu masowego. Obie klasyfikację drużynowe wygrały Niemki.
Wśród panów po raz trzeci bezkonkurencyjny okazał się Raphaël Poirée. Francuz siedem razy zwyciężał w zawodach pucharu świata i zgromadził 805 punktów. Drugi w klasyfikacji, Rosjanin Pawieł Rostowcew miał na koncie 719 punktów, zaś trzeci Ole Einar Bjørndalen 692. Poirée wygrał także klasyfikację w biegu na dochodzenie. W sprincie zwyciężył Niemiec Sven Fischer, a w biegu indywidualnym jego rodak Frank Luck. Triumfatorem w biegu masowym został Rosjanin Wiktor Majgurow. W klasyfikacji narodów najlepsi byli Niemcy, zaś sztafety wygrali Norwegowie.

## Kalendarz
- Hochfilzen – 6 - 9 grudnia 2001
- Pokljuka – 12 - 16 grudnia 2001
- Osrblie – 19 - 22 grudnia 2001
- Oberhof – 9 - 13 stycznia 2002
- Ruhpolding – 16 - 20 stycznia 2002
- Anterselva – 23 - 27 stycznia 2002
- Salt Lake City/Park City – 11 - 20 lutego 2002 (Igrzyska olimpijskie)
- Östersund – 9 - 10 marca 2002
- Lahti – 14 - 17 marca 2002
- Oslo/Holmenkollen – 21 - 24 marca 2002

## Mężczyźni

### Wyniki
| 1. Hochfilzen, 06.12.2001 – 09.12.2001 | 1. Hochfilzen, 06.12.2001 – 09.12.2001 | 1. Hochfilzen, 06.12.2001 – 09.12.2001                             | 1. Hochfilzen, 06.12.2001 – 09.12.2001                                            | 1. Hochfilzen, 06.12.2001 – 09.12.2001                                       |
| Data                                   | Konkurencja                            | miejsce                                                            | miejsce                                                                           | miejsce                                                                      |
| -------------------------------------- | -------------------------------------- | ------------------------------------------------------------------ | --------------------------------------------------------------------------------- | ---------------------------------------------------------------------------- |
| 6 grudnia 2001                         | Sprint (10 km)                         | Ole Einar Bjørndalen                                               | Vesa Hietalahti                                                                   | Frank Luck                                                                   |
| 8 grudnia 2001                         | Sztafeta (4 × 7,5 km)                  | Niemcy Ricco Groß · Marco Morgenstern · Michael Greis · Frank Luck | Norwegia Egil Gjelland · Ole Einar Bjørndalen · Frode Andresen · Halvard Hanevold | Białoruś Alaksiej Ajdarau · Aleksandr Syman · Aleh Ryżenkau · Wadim Saszurin |
| 9 grudnia 2001                         | Bieg na dochodzenie (12,5 km)          | Ole Einar Bjørndalen                                               | Frank Luck                                                                        | Ricco Groß                                                                   |

| 2. Pokljuka, 13.12.2001 – 16.12.2001 | 2. Pokljuka, 13.12.2001 – 16.12.2001 | 2. Pokljuka, 13.12.2001 – 16.12.2001                                            | 2. Pokljuka, 13.12.2001 – 16.12.2001                                         | 2. Pokljuka, 13.12.2001 – 16.12.2001                                              |
| Data                                 | Konkurencja                          | miejsce                                                                         | miejsce                                                                      | miejsce                                                                           |
| ------------------------------------ | ------------------------------------ | ------------------------------------------------------------------------------- | ---------------------------------------------------------------------------- | --------------------------------------------------------------------------------- |
| 13 grudnia 2001                      | Bieg indywidualny (20 km)            | Pawieł Rostowcew                                                                | Ilmārs Bricis                                                                | Vincent Defrasne                                                                  |
| 15 grudnia 2001                      | Sztafeta (4 × 7,5 km)                | Austria Daniel Mesotitsch · Wolfgang Perner · Christoph Sumann · Ludwig Gredler | Białoruś Alaksiej Ajdarau · Aleksandr Syman · Aleh Ryżenkau · Wadim Saszurin | Norwegia Ole Einar Bjørndalen · Egil Gjelland · Dag Bjørndalen · Halvard Hanevold |
| 16 grudnia 2001                      | Bieg na dochodzenie (12,5 km)        | Raphaël Poirée                                                                  | Pawieł Rostowcew                                                             | Halvard Hanevold                                                                  |

| 3. Osrblie, 19.12.2001 - 22.12.2001 | 3. Osrblie, 19.12.2001 - 22.12.2001 | 3. Osrblie, 19.12.2001 - 22.12.2001 | 3. Osrblie, 19.12.2001 - 22.12.2001 | 3. Osrblie, 19.12.2001 - 22.12.2001 |
| Data                                | Konkurencja                         | miejsce                             | miejsce                             | miejsce                             |
| ----------------------------------- | ----------------------------------- | ----------------------------------- | ----------------------------------- | ----------------------------------- |
| 19 grudnia 2001                     | Bieg indywidualny (20 km)           | Frank Luck                          | Sven Fischer                        | Siergiej Rożkow                     |
| 21 grudnia 2001                     | Sprint (10 km)                      | Christoph Sumann                    | Henrik Forsberg                     | Andrij Deryzemla                    |
| 22 grudnia 2001                     | Bieg masowy (15 km)                 | Vesa Hietalahti                     | Alexander Wolf                      | Wjaczesław Derkacz                  |

| 4. Oberhof, 09.01.2002 – 12.01.2002 | 4. Oberhof, 09.01.2002 – 12.01.2002 | 4. Oberhof, 09.01.2002 – 12.01.2002 | 4. Oberhof, 09.01.2002 – 12.01.2002 | 4. Oberhof, 09.01.2002 – 12.01.2002 |
| Data                                | Konkurencja                         | miejsce                             | miejsce                             | miejsce                             |
| ----------------------------------- | ----------------------------------- | ----------------------------------- | ----------------------------------- | ----------------------------------- |
| 9 stycznia 2002                     | Sprint (10 km)                      | Pawieł Rostowcew                    | Sven Fischer                        | Vesa Hietalahti                     |
| 11 stycznia 2002                    | Bieg na dochodzenie (12,5 km)       | Pawieł Rostowcew                    | Raphaël Poirée                      | Sven Fischer                        |
| 12 stycznia 2002                    | Bieg masowy (15 km)                 | Raphaël Poirée                      | Vincent Defrasne                    | Wiktor Majgurow                     |

| 5. Ruhpolding, 16.01.2002 – 20.01.2002 | 5. Ruhpolding, 16.01.2002 – 20.01.2002 | 5. Ruhpolding, 16.01.2002 – 20.01.2002                       | 5. Ruhpolding, 16.01.2002 – 20.01.2002                                     | 5. Ruhpolding, 16.01.2002 – 20.01.2002                                          |
| Data                                   | Konkurencja                            | miejsce                                                      | miejsce                                                                    | miejsce                                                                         |
| -------------------------------------- | -------------------------------------- | ------------------------------------------------------------ | -------------------------------------------------------------------------- | ------------------------------------------------------------------------------- |
| 16 stycznia 2002                       | Sztafeta (4 × 7,5 km)                  | Niemcy Ricco Groß · Peter Sendel · Sven Fischer · Frank Luck | Norwegia Egil Gjelland · Stian Eckhoff · Frode Andresen · Halvard Hanevold | Rosja Wiktor Majgurow · Siergiej Rusinow · Siergiej Czepikow · Pawieł Rostowcew |
| 18 stycznia 2002                       | Sprint (10 km)                         | Raphaël Poirée                                               | Michael Greis                                                              | Frode Andresen                                                                  |
| 20 stycznia 2002                       | Bieg na dochodzenie (12,5 km)          | Sven Fischer                                                 | Frank Luck                                                                 | Pawieł Rostowcew                                                                |

| 6. Anterselva, 23.01.2002 – 27.01.2002 | 6. Anterselva, 23.01.2002 – 27.01.2002 | 6. Anterselva, 23.01.2002 – 27.01.2002                                            | 6. Anterselva, 23.01.2002 – 27.01.2002                                    | 6. Anterselva, 23.01.2002 – 27.01.2002                                    |
| Data                                   | Konkurencja                            | miejsce                                                                           | miejsce                                                                   | miejsce                                                                   |
| -------------------------------------- | -------------------------------------- | --------------------------------------------------------------------------------- | ------------------------------------------------------------------------- | ------------------------------------------------------------------------- |
| 24 stycznia 2002                       | Bieg indywidualny (20 km)              | Daniel Mesotitsch                                                                 | Ole Einar Bjørndalen                                                      | Michaił Koczkin                                                           |
| 26 stycznia 2002                       | Sztafeta (4 × 7,5 km)                  | Norwegia Halvard Hanevold · Egil Gjelland · Frode Andresen · Ole Einar Bjørndalen | Francja Gilles Marguet · Ferréol Cannard · Raphaël Poirée · Julien Robert | Słowenia Janez Ožbolt · Marko Dolenc · Tomas Globočnik · Aleksander Grajf |
| 27 stycznia 2002                       | Bieg na dochodzenie (12,5 km)          | Raphaël Poirée                                                                    | Ole Einar Bjørndalen                                                      | Daniel Mesotitsch                                                         |

| Igrzyska olimpijskie Salt Lake City/Park City, 11.02.2002 - 20.02.2002 | Igrzyska olimpijskie Salt Lake City/Park City, 11.02.2002 - 20.02.2002 | Igrzyska olimpijskie Salt Lake City/Park City, 11.02.2002 - 20.02.2002            | Igrzyska olimpijskie Salt Lake City/Park City, 11.02.2002 - 20.02.2002 | Igrzyska olimpijskie Salt Lake City/Park City, 11.02.2002 - 20.02.2002     |
| Data                                                                   | Konkurencja                                                            | miejsce                                                                           | miejsce                                                                | miejsce                                                                    |
| ---------------------------------------------------------------------- | ---------------------------------------------------------------------- | --------------------------------------------------------------------------------- | ---------------------------------------------------------------------- | -------------------------------------------------------------------------- |
| 11 lutego 2002                                                         | Bieg indywidualny (20 km)                                              | Ole Einar Bjørndalen                                                              | Frank Luck                                                             | Wiktor Majgurow                                                            |
| 13 lutego 2002                                                         | Sprint (10 km)                                                         | Ole Einar Bjørndalen                                                              | Sven Fischer                                                           | Wolfgang Perner                                                            |
| 16 lutego 2002                                                         | Bieg na dochodzenie (12,5 km)                                          | Ole Einar Bjørndalen                                                              | Raphaël Poirée                                                         | Ricco Groß                                                                 |
| 20 lutego 2002                                                         | Sztafeta (4 × 7,5 km)                                                  | Norwegia Halvard Hanevold · Frode Andresen · Egil Gjelland · Ole Einar Bjørndalen | Niemcy Ricco Groß · Peter Sendel · Sven Fischer · Frank Luck           | Francja Gilles Marguet · Vincent Defrasne · Julien Robert · Raphaël Poirée |

| 7. Östersund, 9.03.2002 - 10.03.2002 | 7. Östersund, 9.03.2002 - 10.03.2002 | 7. Östersund, 9.03.2002 - 10.03.2002 | 7. Östersund, 9.03.2002 - 10.03.2002 | 7. Östersund, 9.03.2002 - 10.03.2002 |
| Data                                 | Konkurencja                          | miejsce                              | miejsce                              | miejsce                              |
| ------------------------------------ | ------------------------------------ | ------------------------------------ | ------------------------------------ | ------------------------------------ |
| 9 marca 2002                         | Sprint (10 km)                       | Sven Fischer                         | Michael Greis                        | Ole Einar Bjørndalen                 |
| 10 marca 2002                        | Bieg na dochodzenie (12,5 km)        | Pawieł Rostowcew                     | Sven Fischer                         | Ole Einar Bjørndalen                 |

| 8. Lahti, 14.03.2002 - 17.03.2002 | 8. Lahti, 14.03.2002 - 17.03.2002 | 8. Lahti, 14.03.2002 - 17.03.2002                             | 8. Lahti, 14.03.2002 - 17.03.2002                                          | 8. Lahti, 14.03.2002 - 17.03.2002                                              |
| Data                              | Konkurencja                       | miejsce                                                       | miejsce                                                                    | miejsce                                                                        |
| --------------------------------- | --------------------------------- | ------------------------------------------------------------- | -------------------------------------------------------------------------- | ------------------------------------------------------------------------------ |
| 14 marca 2002                     | Sprint (10 km)                    | Raphaël Poirée                                                | Frode Andresen                                                             | Sven Fischer                                                                   |
| 16 marca 2002                     | Sztafeta (4 × 7,5 km)             | Niemcy Ricco Groß · Michael Greis · Sven Fischer · Frank Luck | Norwegia Stian Eckhoff · Frode Andresen · Egil Gjelland · Halvard Hanevold | Białoruś Alaksiej Ajdarau · Rustam Waliullin · Aleksandr Syman · Aleh Ryżenkau |
| 17 marca 2002                     | Bieg na dochodzenie (12,5 km)     | Raphaël Poirée                                                | Frode Andresen                                                             | Sven Fischer                                                                   |

| 9. Holmenkollen, 21.03.2002 - 24.03.2002 | 9. Holmenkollen, 21.03.2002 - 24.03.2002 | 9. Holmenkollen, 21.03.2002 - 24.03.2002 | 9. Holmenkollen, 21.03.2002 - 24.03.2002 | 9. Holmenkollen, 21.03.2002 - 24.03.2002 |
| Data                                     | Konkurencja                              | miejsce                                  | miejsce                                  | miejsce                                  |
| ---------------------------------------- | ---------------------------------------- | ---------------------------------------- | ---------------------------------------- | ---------------------------------------- |
| 21 marca 2002                            | Sprint (10 km)                           | Frank Luck                               | Sven Fischer                             | Vesa Hietalahti                          |
| 23 marca 2002                            | Bieg na dochodzenie (12,5 km)            | Sven Fischer                             | Frode Andresen                           | Raphaël Poirée                           |
| 24 marca 2002                            | Bieg masowy (15 km)                      | Raphaël Poirée                           | Sven Fischer                             | Frode Andresen                           |

### Klasyfikacje
| Miejsce | Zawodnik             | Punkty |
| ------- | -------------------- | ------ |
| 1       | Raphaël Poirée       | 805    |
| 2       | Pawieł Rostowcew     | 719    |
| 3       | Ole Einar Bjørndalen | 692    |
| 4       | Sven Fischer         | 681    |
| 5       | Frode Andresen       | 664    |
| 6       | Frank Luck           | 621    |
| 7       | Ricco Groß           | 581    |
| 8       | Wiktor Majgurow      | 484    |
| 9       | Vesa Hietalahti      | 465    |
| 10      | Halvard Hanevold     | 395    |
| 11      | Siergiej Rożkow      | 388    |
| 12      | Vincent Defrasne     | 367    |
| 13      | Egil Gjelland        | 331    |
| 14      | Ludwig Gredler       | 326    |
| 15      | Wadim Saszurin       | 318    |
| 16      | Wolfgang Perner      | 311    |
| 17      | Michael Greis        | 305    |
| 18      | Christoph Sumann     | 257    |
| 19      | Aleh Ryżenkau        | 250    |
| 20      | Peter Sendel         | 249    |
| 21      | Tomas Globočnik      | 247    |
| 22      | Daniel Mesotitsch    | 242    |
| 23      | Siergiej Czepikow    | 211    |
| 24      | Zdeněk Vítek         | 209    |
| 25      | Paavo Puurunen       | 205    |
| 26      | Michaił Koczkin      | 199    |
| 27      | Stian Eckhoff        | 198    |
| 28      | Ilmārs Bricis        | 194    |
| 29      | Alexander Wolf       | 186    |
| 30      | Henrik Forsberg      | 172    |
| 31      | Siergiej Rusinow     | 170    |

| Miejsce | Zawodnik           | Punkty |
| ------- | ------------------ | ------ |
| 32      | Marko Dolenc       | 164    |
| 33      | Wjaczesław Derkacz | 155    |
| 34      | Tomasz Sikora      | 133    |
| 35      | Andrij Deryzemla   | 120    |
| 36      | Björn Ferry        | 113    |
| 37      | Wolfgang Rottmann  | 112    |
| 38      | Janez Marič        | 102    |
| 39      | Jörn Wollschläger  | 93     |
| 40      | Roman Dostál       | 86     |
| 41      | Petr Garabík       | 80     |
| 42      | Janno Prants       | 76     |
| 43      | Marco Morgenstern  | 74     |
| 44      | Alaksiej Ajdarau   | 71     |
| 45      | Oļegs Maļuhins     | 70     |
| 46      | Hidenori Isa       | 66     |
| 47      | Ferréol Cannard    | 64     |
| 48      | Kyōji Suga         | 63     |
| 49      | Janez Ožbolt       | 57     |
| 50      | Andreas Stitzl     | 50     |
| 51      | Gilles Marguet     | 50     |
| 52      | Marek Matiaško     | 49     |
| 53      | Jeremy Teela       | 44     |
| 54      | Andreas Birnbacher | 42     |
| 55      | Dimitri Borovik    | 42     |
| 56      | Julien Robert      | 41     |
| 57      | Jay Hakkinen       | 40     |
| 58      | Timo Antila        | 38     |
| 59      | Siergiej Konowałow | 33     |
| 60      | Jean-Marc Chabloz  | 33     |
| 61      | Carl Johan Bergman | 33     |
| 62      | Indrek Tobreluts   | 31     |

| Miejsce | Zawodnik             | Punkty |
| ------- | -------------------- | ------ |
| 63      | Carsten Heymann      | 31     |
| 64      | Ville Räikkönen      | 30     |
| 65      | René Cattarinussi    | 30     |
| 66      | Gundars Upenieks     | 28     |
| 67      | Wilfried Pallhuber   | 28     |
| 68      | Dag Bjørndalen       | 21     |
| 69      | Hironao Meguro       | 21     |
| 70      | Gaël Poirée          | 19     |
| 71      | Aleksander Grajf     | 17     |
| 72      | Rusłan Łysenko       | 15     |
| 73      | Siergiej Baszkirow   | 14     |
| 74      | Wojciech Kozub       | 13     |
| 75      | Yukio Mochizuki      | 13     |
| 76      | Lars Berger          | 12     |
| 77      | Ivan Masařík         | 11     |
| 78      | Tord Wiksten         | 10     |
| 79      | Matjaž Poklukar      | 10     |
| 80      | Nikołaj Krugłow      | 9      |
| 81      | Tomáš Holubec        | 8      |
| 82      | Raivis Zīmelis       | 8      |
| 83      | Tor Halvor Bjørnstad | 7      |
| 84      | Ołeksandr Biłanenko  | 7      |
| 85      | Rustam Waliullin     | 6      |
| 86      | Matthias Simmen      | 5      |
| 87      | Marian Blaj          | 4      |
| 88      | Robin Clegg          | 3      |
| 89      | Geir Ole Steinslett  | 3      |
| 90      | Aleksandr Syman      | 2      |
| 91      | Hans Achorner        | 2      |
| 92      | Wiesław Ziemianin    | 1      |
| 93      | Dmitrij Pantow       | 1      |

| Miejsce | Zawodnik             | Punkty |
| ------- | -------------------- | ------ |
| 1       | Frank Luck           | 128    |
| 2       | Ole Einar Bjørndalen | 108    |
| 3       | Pawieł Rostowcew     | 100    |
| 4       | Siergiej Czepikow    | 92     |
| 5       | Raphaël Poirée       | 88     |
| 6       | Siergiej Rożkow      | 85     |
| 7       | Ricco Groß           | 84     |
| 8       | Halvard Hanevold     | 79     |
| 9       | Daniel Mesotitsch    | 74     |
| 10      | Wadim Saszurin       | 74     |

| Miejsce | Zawodnik             | Punkty |
| ------- | -------------------- | ------ |
| 1       | Sven Fischer         | 291    |
| 2       | Frode Andresen       | 255    |
| 3       | Raphaël Poirée       | 233    |
| 4       | Pawieł Rostowcew     | 231    |
| 5       | Ole Einar Bjørndalen | 219    |
| 6       | Frank Luck           | 203    |
| 7       | Ricco Groß           | 186    |
| 8       | Michael Greis        | 165    |
| 9       | Vesa Hietalahti      | 165    |
| 10      | Wiktor Majgurow      | 151    |

| Miejsce | Zawodnik             | Punkty |
| ------- | -------------------- | ------ |
| 1       | Raphaël Poirée       | 362    |
| 2       | Pawieł Rostowcew     | 324    |
| 3       | Ole Einar Bjørndalen | 315    |
| 4       | Frode Andresen       | 259    |
| 5       | Sven Fischer         | 254    |
| 6       | Frank Luck           | 239    |
| 7       | Ricco Groß           | 238    |
| 8       | Halvard Hanevold     | 182    |
| 9       | Wiktor Majgurow      | 181    |
| 10      | Egil Gjelland        | 176    |

| Miejsce | Zawodnik         | Punkty |
| ------- | ---------------- | ------ |
| 1       | Wiktor Majgurow  | 109    |
| 2       | Raphaël Poirée   | 100    |
| 3       | Sven Fischer     | 88     |
| 4       | Vesa Hietalahti  | 81     |
| 5       | Ricco Groß       | 73     |
| 6       | Frode Andresen   | 70     |
| 7       | Wolfgang Perner  | 69     |
| 8       | Tomasz Sikora    | 68     |
| 9       | Ilmārs Bricis    | 67     |
| 10      | Pawieł Rostowcew | 64     |

| Miejsce | Reprezentacja | Punkty |
| ------- | ------------- | ------ |
| 1       | Norwegia      | 238    |
| 2       | Niemcy        | 230    |
| 3       | Białoruś      | 202    |
| 4       | Francja       | 197    |
| 5       | Austria       | 193    |
| 6       | Rosja         | 175    |
| 7       | Słowenia      | 168    |
| 8       | Finlandia     | 164    |
| 9       | Czechy        | 149    |
| 10      | Estonia       | 140    |

| Miejsce | Reprezentacja | Punkty |
| ------- | ------------- | ------ |
| 1       | Niemcy        | 4095   |
| 2       | Norwegia      | 3969   |
| 3       | Rosja         | 3852   |
| 4       | Austria       | 3551   |
| 5       | Francja       | 3422   |
| 6       | Białoruś      | 3325   |
| 7       | Finlandia     | 3274   |
| 8       | Słowenia      | 3241   |
| 9       | Czechy        | 3097   |
| 10      | Szwecja       | 2973   |

## Kobiety

### Wyniki
| 1. Hochfilzen, 06.12.2001 – 09.12.2001 | 1. Hochfilzen, 06.12.2001 – 09.12.2001 | 1. Hochfilzen, 06.12.2001 – 09.12.2001                             | 1. Hochfilzen, 06.12.2001 – 09.12.2001                                   | 1. Hochfilzen, 06.12.2001 – 09.12.2001                                              |
| Data                                   | Konkurencja                            | miejsce                                                            | miejsce                                                                  | miejsce                                                                             |
| -------------------------------------- | -------------------------------------- | ------------------------------------------------------------------ | ------------------------------------------------------------------------ | ----------------------------------------------------------------------------------- |
| 6 grudnia 2001                         | Sprint (7,5 km)                        | Magdalena Forsberg                                                 | Andrea Henkel                                                            | Uschi Disl Martina Zellner                                                          |
| 7 grudnia 2001                         | Sztafeta (4 × 6 km)                    | Niemcy Uschi Disl · Katrin Apel · Martina Zellner · Martina Glagow | Rosja Olga Pylowa · Galina Kuklewa · Anna Bogali · Swietłana Iszmuratowa | Bułgaria Pawlina Filipowa · Irina Nikułczina · Ekaterina Dafowska · Iwa Karagiozowa |
| 9 grudnia 2001                         | Bieg na dochodzenie (10 km)            | Magdalena Forsberg                                                 | Ołena Zubryłowa                                                          | Uschi Disl                                                                          |

| 2. Pokljuka, 12.12.2001 – 16.12.2001 | 2. Pokljuka, 12.12.2001 – 16.12.2001 | 2. Pokljuka, 12.12.2001 – 16.12.2001                            | 2. Pokljuka, 12.12.2001 – 16.12.2001                                                             | 2. Pokljuka, 12.12.2001 – 16.12.2001                                        |
| Data                                 | Konkurencja                          | miejsce                                                         | miejsce                                                                                          | miejsce                                                                     |
| ------------------------------------ | ------------------------------------ | --------------------------------------------------------------- | ------------------------------------------------------------------------------------------------ | --------------------------------------------------------------------------- |
| 12 grudnia 2001                      | Bieg indywidualny (15 km)            | Magdalena Forsberg                                              | Uschi Disl                                                                                       | Andrea Henkel                                                               |
| 14 grudnia 2001                      | Sztafeta (4 × 6 km)                  | Niemcy Katrin Apel · Andrea Henkel · Janet Klein · Kati Wilhelm | Norwegia Liv Grete Poirée · Gro Marit Istad-Kristiansen · Linda Tjørhom · Gunn Margit Andreassen | Ukraina Ołena Zubryłowa · Ołena Petrowa · Nina Łemesz · Tetiana Wodopjanowa |
| 16 grudnia 2001                      | Bieg na dochodzenie (10 km)          | Magdalena Forsberg                                              | Olga Pylowa                                                                                      | Andrea Henkel                                                               |

| 3. Osrblie, 20.12.2001 - 22.12.2001 | 3. Osrblie, 20.12.2001 - 22.12.2001 | 3. Osrblie, 20.12.2001 - 22.12.2001 | 3. Osrblie, 20.12.2001 - 22.12.2001 | 3. Osrblie, 20.12.2001 - 22.12.2001 |
| Data                                | Konkurencja                         | miejsce                             | miejsce                             | miejsce                             |
| ----------------------------------- | ----------------------------------- | ----------------------------------- | ----------------------------------- | ----------------------------------- |
| 20 grudnia 2001                     | Bieg indywidualny (15 km)           | Magdalena Forsberg                  | Ołena Zubryłowa                     | Katja Holanti                       |
| 21 grudnia 2001                     | Sprint (7,5 km)                     | Katja Holanti                       | Kati Wilhelm                        | Katrin Apel                         |
| 22 grudnia 2001                     | Bieg masowy (12,5 km)               | Magdalena Forsberg                  | Olga Pylowa                         | Uschi Disl                          |

| 4. Oberhof, 10.01.2002 – 13.01.2002 | 4. Oberhof, 10.01.2002 – 13.01.2002 | 4. Oberhof, 10.01.2002 – 13.01.2002 | 4. Oberhof, 10.01.2002 – 13.01.2002 | 4. Oberhof, 10.01.2002 – 13.01.2002 |
| Data                                | Konkurencja                         | miejsce                             | miejsce                             | miejsce                             |
| ----------------------------------- | ----------------------------------- | ----------------------------------- | ----------------------------------- | ----------------------------------- |
| 10 stycznia 2002                    | Sprint (7,5 km)                     | Liv Grete Poirée                    | Olga Pylowa                         | Magdalena Forsberg                  |
| 11 stycznia 2002                    | Bieg na dochodzenie (10 km)         | Magdalena Forsberg                  | Ołena Zubryłowa                     | Liv Grete Poirée                    |
| 13 stycznia 2002                    | Bieg masowy (12,5 km)               | Ołena Zubryłowa                     | Liv Grete Poirée                    | Magdalena Forsberg                  |

| 5. Ruhpolding, 17.01.2002 – 20.01.2002 | 5. Ruhpolding, 17.01.2002 – 20.01.2002 | 5. Ruhpolding, 17.01.2002 – 20.01.2002                           | 5. Ruhpolding, 17.01.2002 – 20.01.2002                             | 5. Ruhpolding, 17.01.2002 – 20.01.2002                                                   |
| Data                                   | Konkurencja                            | miejsce                                                          | miejsce                                                            | miejsce                                                                                  |
| -------------------------------------- | -------------------------------------- | ---------------------------------------------------------------- | ------------------------------------------------------------------ | ---------------------------------------------------------------------------------------- |
| 17 stycznia 2002                       | Sztafeta (4 × 6 km)                    | Niemcy Katrin Apel · Uschi Disl · Martina Zellner · Kati Wilhelm | Rosja Olga Pylowa · Galina Kuklewa · Anna Bogali · Albina Achatowa | Norwegia Ann-Elen Skjelbreid · Linda Tjørhom · Gunn Margit Andreassen · Liv Grete Poirée |
| 19 stycznia 2002                       | Sprint (7,5 km)                        | Liv Grete Poirée                                                 | Ołena Zubryłowa                                                    | Irina Nikułczina                                                                         |
| 20 stycznia 2002                       | Bieg na dochodzenie (10 km)            | Liv Grete Poirée                                                 | Magdalena Forsberg                                                 | Ołena Zubryłowa                                                                          |

| 6. Anterselva, 23.01.2002 – 27.01.2002 | 6. Anterselva, 23.01.2002 – 27.01.2002 | 6. Anterselva, 23.01.2002 – 27.01.2002                                       | 6. Anterselva, 23.01.2002 – 27.01.2002                                                              | 6. Anterselva, 23.01.2002 – 27.01.2002                                        |
| Data                                   | Konkurencja                            | miejsce                                                                      | miejsce                                                                                             | miejsce                                                                       |
| -------------------------------------- | -------------------------------------- | ---------------------------------------------------------------------------- | --------------------------------------------------------------------------------------------------- | ----------------------------------------------------------------------------- |
| 23 stycznia 2002                       | Bieg indywidualny (15 km)              | Liv Grete Poirée                                                             | Gunn Margit Andreassen                                                                              | Andreja Grasič                                                                |
| 25 stycznia 2002                       | Sztafeta (4 × 6 km)                    | Francja Delphyne Burlet · Sylvie Becaert · Sandrine Bailly · Corinne Niogret | Norwegia Gunn Margit Andreassen · Ann-Elen Skjelbreid · Gro Marit Istad-Kristiansen · Linda Tjørhom | Słowacja Martina Jašicová · Anna Murínová · Tatiana Kutlíková · Soňa Mihoková |
| 27 stycznia 2002                       | Bieg na dochodzenie (10 km)            | Liv Grete Poirée                                                             | Gunn Margit Andreassen                                                                              | Linda Tjørhom                                                                 |

| Igrzyska olimpijskie Salt Lake City/Park City, 11.02.2002 - 18.02.2002 | Igrzyska olimpijskie Salt Lake City/Park City, 11.02.2002 - 18.02.2002 | Igrzyska olimpijskie Salt Lake City/Park City, 11.02.2002 - 18.02.2002 | Igrzyska olimpijskie Salt Lake City/Park City, 11.02.2002 - 18.02.2002                   | Igrzyska olimpijskie Salt Lake City/Park City, 11.02.2002 - 18.02.2002       |
| Data                                                                   | Konkurencja                                                            | miejsce                                                                | miejsce                                                                                  | miejsce                                                                      |
| ---------------------------------------------------------------------- | ---------------------------------------------------------------------- | ---------------------------------------------------------------------- | ---------------------------------------------------------------------------------------- | ---------------------------------------------------------------------------- |
| 11 lutego 2002                                                         | Bieg indywidualny (15 km)                                              | Andrea Henkel                                                          | Liv Grete Poirée                                                                         | Magdalena Forsberg                                                           |
| 13 lutego 2002                                                         | Sprint (7,5 km)                                                        | Kati Wilhelm                                                           | Uschi Disl                                                                               | Magdalena Forsberg                                                           |
| 16 lutego 2002                                                         | Bieg na dochodzenie (10 km)                                            | Olga Pylowa                                                            | Kati Wilhelm                                                                             | Irina Nikułczina                                                             |
| 18 lutego 2002                                                         | Sztafeta (4 × 6 km)                                                    | Niemcy Katrin Apel · Uschi Disl · Andrea Henkel · Kati Wilhelm         | Norwegia Ann-Elen Skjelbreid · Linda Tjørhom · Gunn Margit Andreassen · Liv Grete Poirée | Rosja Olga Pylowa · Galina Kuklewa · Swietłana Iszmuratowa · Albina Achatowa |

| 7. Östersund, 9.03.2002 - 10.03.2002 | 7. Östersund, 9.03.2002 - 10.03.2002 | 7. Östersund, 9.03.2002 - 10.03.2002 | 7. Östersund, 9.03.2002 - 10.03.2002 | 7. Östersund, 9.03.2002 - 10.03.2002 |
| Data                                 | Konkurencja                          | miejsce                              | miejsce                              | miejsce                              |
| ------------------------------------ | ------------------------------------ | ------------------------------------ | ------------------------------------ | ------------------------------------ |
| 9 marca 2002                         | Sprint (7,5 km)                      | Liv Grete Poirée                     | Sandrine Bailly                      | Magdalena Forsberg                   |
| 10 marca 2002                        | Bieg na dochodzenie (10 km)          | Magdalena Forsberg                   | Florence Baverel-Robert              | Ekaterina Dafowska                   |

| 8. Lahti, 14.03.2002 - 17.03.2002 | 8. Lahti, 14.03.2002 - 17.03.2002 | 8. Lahti, 14.03.2002 - 17.03.2002                                  | 8. Lahti, 14.03.2002 - 17.03.2002                                                     | 8. Lahti, 14.03.2002 - 17.03.2002                                            |
| Data                              | Konkurencja                       | miejsce                                                            | miejsce                                                                               | miejsce                                                                      |
| --------------------------------- | --------------------------------- | ------------------------------------------------------------------ | ------------------------------------------------------------------------------------- | ---------------------------------------------------------------------------- |
| 14 marca 2002                     | Sprint (7,5 km)                   | Katrin Apel                                                        | Magdalena Forsberg                                                                    | Sandrine Bailly                                                              |
| 15 marca 2002                     | Sztafeta (4 × 6 km)               | Niemcy Katrin Apel · Martina Zellner · Martina Glagow · Katja Beer | Rosja Swietłana Czernousowa · Irina Malgina · Swietłana Iszmuratowa · Albina Achatowa | Francja Sylvie Becaert · Delphyne Burlet · Corinne Niogret · Sandrine Bailly |
| 17 marca 2002                     | Bieg na dochodzenie (10 km)       | Katrin Apel                                                        | Magdalena Forsberg                                                                    | Katja Beer                                                                   |

| 9. Holmenkollen, 21.03.2002 - 24.03.2002 | 9. Holmenkollen, 21.03.2002 - 24.03.2002 | 9. Holmenkollen, 21.03.2002 - 24.03.2002 | 9. Holmenkollen, 21.03.2002 - 24.03.2002 | 9. Holmenkollen, 21.03.2002 - 24.03.2002 |
| Data                                     | Konkurencja                              | miejsce                                  | miejsce                                  | miejsce                                  |
| ---------------------------------------- | ---------------------------------------- | ---------------------------------------- | ---------------------------------------- | ---------------------------------------- |
| 21 marca 2002                            | Sprint (7,5 km)                          | Katrin Apel                              | Ekaterina Dafowska                       | Swietłana Iszmuratowa                    |
| 23 marca 2002                            | Bieg na dochodzenie (10 km)              | Magdalena Forsberg                       | Katrin Apel                              | Uschi Disl                               |
| 24 marca 2002                            | Bieg masowy (12,5 km)                    | Ołena Zubryłowa                          | Olga Pylowa                              | Olga Nazarowa                            |

### Klasyfikacje
| Miejsce | Zawodniczka             | Punkty |
| ------- | ----------------------- | ------ |
| 1       | Magdalena Forsberg      | 944    |
| 2       | Liv Grete Poirée        | 795    |
| 3       | Uschi Disl              | 739    |
| 4       | Olga Pylowa             | 726    |
| 5       | Katrin Apel             | 639    |
| 6       | Ołena Zubryłowa         | 583    |
| 7       | Swietłana Iszmuratowa   | 480    |
| 8       | Kati Wilhelm            | 466    |
| 9       | Florence Baverel-Robert | 454    |
| 10      | Gunn Margit Andreassen  | 419    |
| 11      | Ekaterina Dafowska      | 416    |
| 12      | Martina Glagow          | 401    |
| 13      | Andrea Henkel           | 378    |
| 14      | Galina Kuklewa          | 342    |
| 15      | Sandrine Bailly         | 334    |
| 16      | Anna Bogali             | 299    |
| 17      | Albina Achatowa         | 296    |
| 18      | Irina Nikułczina        | 290    |
| 19      | Swietłana Czernousowa   | 285    |
| 20      | Katja Holanti           | 265    |
| 21      | Olga Nazarowa           | 240    |
| 22      | Katja Beer              | 233    |
| 23      | Corinne Niogret         | 231    |
| 24      | Andreja Grasič          | 225    |
| 25      | Kateřina Losmanová      | 223    |
| 26      | Irina Malgina           | 200    |
| 27      | Martina Zellner         | 191    |
| 28      | Delphyne Burlet         | 190    |
| 29      | Nathalie Santer         | 179    |

| Miejsce | Zawodnik            | Punkty |
| ------- | ------------------- | ------ |
| 30      | Sylvie Becaert      | 172    |
| 31      | Pawlina Filipowa    | 157    |
| 32      | Linda Tjørhom       | 152    |
| 33      | Martina Jašicová    | 152    |
| 34      | Anna Murínová       | 149    |
| 35      | Michela Ponza       | 145    |
| 36      | Yu Shumei           | 120    |
| 37      | Soňa Mihoková       | 105    |
| 38      | Oksana Chwostenko   | 104    |
| 39      | Tetiana Wodopjanowa | 92     |
| 40      | Nina Łemesz         | 87     |
| 41      | Sanna-Leena Perunka | 85     |
| 42      | Olga Zajcewa        | 79     |
| 43      | Jelena Chrustalowa* | 74     |
| 44      | Tadeja Brankovič    | 65     |
| 45      | Anna Sprung         | 60     |
| 46      | Anna Stera-Kustusz  | 57     |
| 47      | Lucija Larisi       | 57     |
| 48      | Irena Česneková     | 49     |
| 49      | Saskia Santer       | 49     |
| 50      | Tamami Tanaka       | 42     |
| 51      | Ołena Petrowa       | 41     |
| 52      | Liu Xianying        | 37     |
| 53      | Oksana Jakowlewa    | 37     |
| 54      | Sun Ribo            | 36     |
| 55      | Christelle Gros     | 35     |
| 56      | Ann-Elen Skjelbreid | 34     |
| 57      | Ksienija Zikunkowa  | 29     |
| 58      | Peggy Wagenführ     | 29     |

| Miejsce | Zawodnik                    | Punkty |
| ------- | --------------------------- | ------ |
| 59      | Éva Tófalvi                 | 26     |
| 60      | Natalija Tereszczenko       | 20     |
| 61      | Ludmiła Arłouska            | 20     |
| 62      | Sabrina Buchholz            | 16     |
| 63      | Hiromi Suga                 | 16     |
| 64      | Eija Salonen                | 15     |
| 65      | Marcela Pavkovčeková        | 15     |
| 66      | Tatiana Kutlíková           | 15     |
| 67      | Magdalena Grzywa            | 15     |
| 68      | Andreja Mali                | 11     |
| 69      | Iwa Karagiozowa             | 10     |
| 70      | Outi Kettunen               | 10     |
| 71      | Ryōko Takahashi             | 10     |
| 72      | Gro Marit Istad-Kristiansen | 9      |
| 73      | Zdeňka Vejnarová            | 8      |
| 74      | Liv-Kjersti Eikeland        | 8      |
| 75      | Magdalena Gwizdoń           | 8      |
| 76      | Rachel Steer                | 7      |
| 77      | Mami Shindo                 | 6      |
| 78      | Eva Háková                  | 6      |
| 79      | Jewgienija Kucepałowa       | 3      |
| 80      | Maria Strielenko            | 3      |
| 81      | Ikuyo Tsukidate             | 3      |
| 82      | Magda Rezlerová             | 2      |
| 83      | Iryna Merkuszina            | 2      |
| 84      | Nina Klenowska              | 2      |
| 85      | Jelena Safarowa             | 2      |
| 86      | Kong Yingchao               | 1      |

| Miejsce | Zawodniczka             | Punkty |
| ------- | ----------------------- | ------ |
| 1       | Magdalena Forsberg      | 143    |
| 2       | Liv Grete Poirée        | 133    |
| 3       | Olga Pylowa             | 120    |
| 4       | Andrea Henkel           | 117    |
| 5       | Gunn Margit Andreassen  | 100    |
| 6       | Ekaterina Dafowska      | 95     |
| 7       | Ołena Zubryłowa         | 85     |
| 8       | Katja Holanti           | 83     |
| 9       | Martina Glagow          | 81     |
| 10      | Florence Baverel-Robert | 80     |

| Miejsce | Zawodniczka           | Punkty |
| ------- | --------------------- | ------ |
| 1       | Magdalena Forsberg    | 302    |
| 2       | Liv Grete Poirée      | 262    |
| 3       | Uschi Disl            | 260    |
| 4       | Katrin Apel           | 245    |
| 5       | Olga Pylowa           | 217    |
| 6       | Kati Wilhelm          | 200    |
| 7       | Swietłana Iszmuratowa | 184    |
| 8       | Ołena Zubryłowa       | 163    |
| 9       | Irina Nikułczina      | 153    |
| 10      | Galina Kuklewa        | 153    |

| Miejsce | Zawodniczka             | Punkty |
| ------- | ----------------------- | ------ |
| 1       | Magdalena Forsberg      | 376    |
| 2       | Liv Grete Poirée        | 327    |
| 3       | Uschi Disl              | 277    |
| 4       | Katrin Apel             | 268    |
| 5       | Olga Pylowa             | 267    |
| 6       | Ołena Zubryłowa         | 221    |
| 7       | Florence Baverel-Robert | 210    |
| 8       | Kati Wilhelm            | 179    |
| 9       | Ekaterina Dafowska      | 167    |
| 10      | Gunn Margit Andreassen  | 162    |

| Miejsce | Zawodniczka            | Punkty |
| ------- | ---------------------- | ------ |
| 1       | Magdalena Forsberg     | 123    |
| 2       | Olga Pylowa            | 122    |
| 3       | Ołena Zubryłowa        | 114    |
| 4       | Uschi Disl             | 108    |
| 5       | Swietłana Iszmuratowa  | 80     |
| 6       | Kati Wilhelm           | 77     |
| 7       | Gunn Margit Andreassen | 69     |
| 8       | Sandrine Bailly        | 64     |
| 9       | Liv Grete Poirée       | 62     |
| 10      | Martina Glagow         | 62     |

| Miejsce | Reprezentacja | Punkty |
| ------- | ------------- | ------ |
| 1       | Niemcy        | 250    |
| 2       | Norwegia      | 221    |
| 3       | Rosja         | 221    |
| 4       | Francja       | 207    |
| 5       | Bułgaria      | 181    |
| 6       | Słowacja      | 170    |
| 7       | Słowenia      | 163    |
| 8       | Białoruś      | 142    |
| 9       | Włochy        | 142    |
| 10      | Ukraina       | 136    |

| Miejsce | Reprezentacja | Punkty |
| ------- | ------------- | ------ |
| 1       | Niemcy        | 4099   |
| 2       | Rosja         | 3895   |
| 3       | Norwegia      | 3623   |
| 4       | Francja       | 3571   |
| 5       | Ukraina       | 3381   |
| 6       | Bułgaria      | 3365   |
| 7       | Słowacja      | 3137   |
| 8       | Włochy        | 3000   |
| 9       | Słowenia      | 2987   |
| 10      | Białoruś      | 2953   |

## Wyniki Polaków

### Indywidualnie
(do uzupełnienia)

### Drużynowo
(do uzupełnienia)